# Laura
Laura je žensko osebno ime.

## Izvor imena
Ime Lavra oziroma njena številčnejša različica Laura je skrajšana oblika iz imena Lavrencija, ta pa izhaja iz latinskega imena Laurentia, ki je ženska oblika imena Laurentius v  slovenščini Lovrenc.

## Slovenske različice
Lavra

## Tujejezikovne različice
Laurie, Laure, Lauretta, Laury,  Lauren ...

## Pogostost imena
Po podatkih Statističnega urada Republike Slovenije je bilo na dan 31. decembra 2007 v Sloveniji število ženskih oseb z imenom Laura: 2.120. Med vsemi ženskimi imeni pa je ime Laura po pogostosti uporabe uvrščeno na 120. mesto.

## Osebni praznik
V koledarju je ime Laura skupaj z imenom Lovrenc, razen tega pa sta v koledarju zapisani še: Laura (argentinska redovnica, umrla 22. januarja 1904) in Laura (španska redovnica in mučenka, umrla 19. oktobra 864).

## Slavni nosilci imena
- Laura Ashley, Laura Bush, Laura Flessel-Colovic, Laura Pausini,